# ليندا دوغلاس (ممثلة)
ليندا دوغلاس (بالإنجليزية: Linda Douglas)‏ هي ممثلة أمريكية، ولدت في 27 فبراير 1928 في بورتلاند في الولايات المتحدة، وتوفيت في 2017 في لوس أنجلوس في الولايات المتحدة.

## وصلات خارجية
- ليندا دوغلاس (ممثلة) على موقع IMDb (الإنجليزية)
- ليندا دوغلاس (ممثلة) على موقع قاعدة بيانات الفيلم (الإنجليزية)